# Stefhany
Stefhany Sousa (São Paulo, 9 de outubro de 1991), mais conhecida apenas como Stefhany e anteriormente como Stefhany Absoluta ou Stefhany do Crossfox, é uma cantora e compositora brasileira. Ficou popular na Internet a partir de 2009, com o lançamento da canção "Eu Sou Stefhany", cuja letra cita um Volkswagen Crossfox, que deu origem ao seu apelido. Em 2012, passou a cantar música cristã contemporânea, sendo ligada ao movimento religioso pentecostal.

## Biografia
Nascida em 9 de outubro de 1991 na cidade de São Paulo, Stefhany Sousa foi criada no Piauí. Em meados de 2009, obteve repercussão nacional com "Eu Sou Stephany", uma canção cujo refrão tinha referências sobre o carro Crossfox, da Volkswagen, sendo esta uma versão da canção "A Thousand Miles" da cantora Vanessa Carlton. Segundo ela, o videoclipe foi colocado na Internet sem sua permissão. O hit chegou a ter mais de 10 milhões de visualizações no YouTube. O viral levou-a a se apresentar em programas de televisão como Caldeirão do Huck, Eliana, entre outros. Stefhany foi indicada ao MTV Video Music Brasil 2009 na categoria Web Hit.
Stefhany decidiu seguir carreira gospel a partir de 2012. Desde então, segue cantando e pregando em eventos.

## Vida pessoal
Em 2015, Stefhany se casou com Roberto Cardoso e os dois tiveram uma filha, Débora Ester. O casal separou-se de maneira conturbada em 2018.